# Marion Tinsley

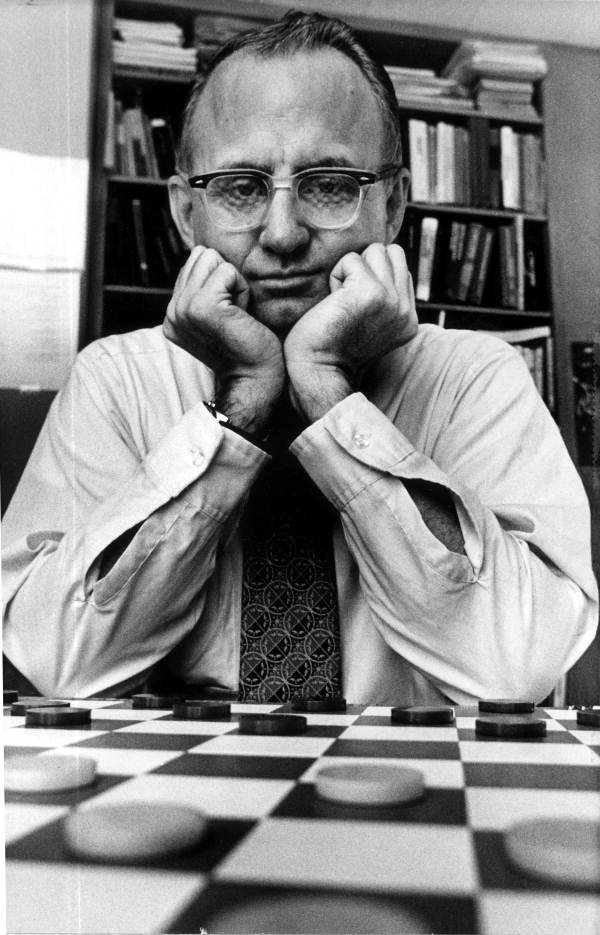
Grootmeester Tinsley

Marion Tinsley (Ironton, Ohio, 3 februari 1927 – 3 april 1995) wordt als een van 's werelds grootste (zo niet dé grootste) checkersspelers beschouwd. Hij was wereldkampioen checkers van 1955–1958 en van 1975–1991. Checkers is een op dammen lijkend spel dat op een 64-veldenbord gespeeld wordt met elk 12 schijven.

## Vroegere jaren
Tinsley was de zoon van een lerares en een boer die later sheriff werd. Hij sloeg vier van de eerste acht klassen over.

## Uitdaging nodig
Tinsley beweerde dat hij meer dan tienduizend uur checkers had bestudeerd toen hij op de middelbare school zat. Tinsley had een fenomenaal geheugen voor partijen. Hij heeft nooit een wedstrijd voor het wereldkampioenschap verloren.
Na veertig jaar altijd gewonnen te hebben, was hij op zoek naar meer competitie. Deze vond hij niet bij zijn menselijke tegenstanders. Toen het computerprogramma Chinook beschikbaar kwam, voelde Tinsley zich als herboren. In 1990 verwierf Chinook het recht om tegen Tinsley te spelen om het wereldkampioenschap. (Voordien hadden de Amerikaanse Checkers Federation (ACF) en de Engelse Draught Federation (EDF) geweigerd om de wedstrijd om het Wereldkampioenschap tussen computers zoals Chinook en Tinsley toe te staan.)
Tinsley was het hier niet mee eens, en na opgave van Tinsley's wereldtitel in 1992 en een afspraak voor een wedstrijd tussen Tinsley en Chinook werd er een nieuwe titel in het leven geroepen: Man vs. Machine world Championship. Hierin verloor Chinook van Marion Tinsley, Tinsley won vier keer en Chinook twee keer, er waren 33 gelijkspellen.

De ACF en de EDF werden in de onmogelijke positie geplaatst om een nieuwe wereldkampioen te benoemen, een titel die waardeloos zou zijn tijdens Tinsley's leven.
Daarom, als oplossing, gaf de ACF Tinsley de titel World Champion Emeritus.

### Zeven spellen verloren in 45 jaar
Gedurende zijn 45-jarige carrière verloor Tinsley maar zeven spellen. Acht maanden na de befaamde wedstrijd tussen Chinook en Tinsley overleed hij op 3 april 1995 aan kanker.

## Titels voor het wereldkampioenschap
- 7 keer wereldkampioen (drie-zet): 1955, 1958, 1979, 1981, 1985, 1987, 1989
- 1 keer wereldkampioen (twee-zet): 1952[3]

## Opleiding
Tinsley was aan de universiteit van Ohio gepromoveerd in de combinatoriek, een tak van wiskunde die eindige verzamelingen van objecten bestudeert die aan gespecificeerde eigenschappen voldoen. Hij werkte als hoogleraar aan de universiteit van Florida in Tallahassee en aan Florida A&M University. Tinsley was tevens lekenpredikant in een van de Amerikaanse protestantse kerken.